# Bố Trạch
Bố Trạch is een district in de Vietnamese provincie Quang Binh. Het ligt in het zuidoosten van Vietnam. Het zuidoosten van Vietnam wordt ook wel Bắc Trung Bộ genoemd. Hoofdplaats is Hoàn Lão stad. Een deel van Nationaal park Phong Nha-Kẻ Bàng wordt gevestigd in dit district. het centrum van de toeristendienst wordt gevestigd in de commune van Son Trach van Bo Trach.
Het district heeft een oppervlakte van 2123,1 km² en telt 170.000 inwoners (2002).
- Steden in het district: Kien Giang, Nong Truong Le Ninh.

- Gemeentes in het district: Nhân Trạch, Thượng Trạch, Tân Trạch, Xuân Trạch, Lâm Trạch, Phúc Trạch, Lâm Trạch, Hưng Trạch, Liên Trạch, Mỹ Trạch, Hạ Trạch, Bắc Trạch, Thanh Trạch, Hải Trạch, Đồng Trách, Đức trạch, Phú trạch, Đại Trạch, Nam trạch, Trung Trạch.